# Raluca Sbîrcia
Raluca Cristina Sbîrcia (ur. 14 lipca 1989 w Krajowie) – rumuńska szpadzistka, brązowa medalistka mistrzostw świata.
Podczas mistrzostw świata w Budapeszcie w 2013 roku Rumunki w składzie: Ana Maria Brânză, Simona Pop, Raluca Sbîrcia i Maria Udrea zdobyły brązowy medal w zawodach drużynowych. W rywalizacji indywidualnej zajęła tam 43. miejsce.
Ponadto zdobyła również brązowy medal w turnieju drużynowym na mistrzostwach Europy w Tbilisi (2017).
Nigdy nie wzięła udziału w igrzyskach olimpijskich.